# ロード・ゼッド
ロード・ゼッド（Lord Zedd）は、スーパー戦隊シリーズの英語版ローカライズとして制作されたアメリカ合衆国の特撮テレビドラマ、パワーレンジャーシリーズの複数の作品に登場する架空の人物。初登場は『パワーレンジャー』第61話（シーズン2第1話）、「悪の帝王ロード・ゼッド（前編）」（The Mutiny Part I）。日本版のスーパー戦隊シリーズには登場しないオリジナルキャラクター。

## 登場作品
- パワーレンジャー
  - パワーレンジャー 映画版
  - パワーレンジャー・ジオ
  - パワーレンジャー・ターボ・映画版・誕生!ターボパワー
  - パワーレンジャー・ターボ
  - パワーレンジャー・イン・スペース
  - パワーレンジャー・ダイノフューリー
- パワーレンジャー・ダイノサンダーでは流用映像で登場[ep 1]。

## 人物
他の銀河系で闇の世界を支配してきた悪の帝王で、10億年前にリタ・レパルサに地球征服を命じた黒幕。日本語版における一人称は我輩。銀と赤の入り混じった、人体標本を思わせる不気味なボディに身を包む。強力な魔力を待ち、その力はゾードンとほぼ同等であると自称する。だが、その魔力を維持するためには100年に1度の睡眠が必要。融通が利かない性格で、人間に敗北することを何よりも嫌い、部下の進言を聞き入れようとしないだけでなく、作戦が失敗すると癇癪を起こして責任を何もしていない部下たちに押し付けて怒鳴り散らしている。相手の心を狙った心理作戦を得意とする。好物はエビステーキ。また『マスクド・ライダー』に登場するドレゴン伯爵とは仲が悪く、名前を聞いただけで「嫌いだ」と発言するほど。

## 能力・装備
Zスタッフ
ロード・ゼッドの持つ大蛇から変じた杖で、破壊されると元の大蛇に戻る。パワーレンジャー・オペレーション・オーバードライブに登場する息子のスラックスも同じ形をした杖を使っている。この杖から発せられる稲妻状の光線で器物でも生物でもモンスターに作り変えてしまい、死んだモンスターを簡単に蘇らせることができる。他者の肉体の拡大や縮小、ゴーレムの強化、他者への攻撃などの術も使う。
巨大化
第2シーズンでは巨大化爆弾を月から放り投げ、モンスターを巨大化させている。第3シーズンではリタの杖と自分のZスタッフを合わせて放つ光線でモンスターを巨大化させており、Zスタッフが破壊された際にはリタの杖を借りてモンスターを巨大化させている。
その他にゴーグルから放つ赤い光線で月から地球の光景を見ることが可能。

## 劇中での活躍

### マイティ・モーフィン・パワーレンジャー
リタが一向に地球を征服できないことに業を煮やし、彼女をゴミ箱型のカプセルに封印して宇宙に追放、自ら地球征服に乗り出す。パワーの不安定なトミーを付け狙うが彼の実力は認めており、自らの後継者にしようと企んだこともある。自らのゾードであるセルペンテラが完成するとそれに乗ってパワーレンジャーに直接攻撃をしかけるが、セルペンテラの欠点である燃費の悪さに悩まされる。
100年に一度の睡眠を取っている途中で舞い戻って来たリタにより惚れ薬を投与され、彼女と夫婦になった。

### パワーレンジャー 映画版
ゾードンを倒すために2000年前から悪の化身アイヴァン・ウーズの封印されていたカプセルを捜し求めていた。そして、カプセルを発見してアイヴァンの封印を解くが、アイヴァンに裏切られスノードーム型のカプセルに封印されてしまう。その後はリタと共にアイヴァンと戦うパワーレンジャーを応援していた。アイヴァンが倒された後はカプセルから解放された。 
- 本作品のみ名称はゼッド卿と和訳されている。
- スーツは新造されている[2]。

### パワーレンジャー・ジオ
コマンドセンターを破壊し、パワーレンジャーに勝利したと錯覚して油断していたところをマシン・エンパイアの襲撃にあって宮殿を破壊され、一時的にマスター・ヴァイルの支配する銀河に避難する。その後はアダムの見ていた夢の中に登場。そして、行方不明になっているリトとゴルダーを探して地球の様子を探り、リトとゴルダーの夢に現れて彼らの記憶を復活させた後、キング・モンドが倒されるのと時を同じくしてキャンピングカー型の宇宙船に乗って再び月に戻って来た。トミーがマシン・エンパイアに洗脳され、マシン・エンパイアの一員となった際にはマシン・エンパイアによる地球征服を防ぐため、パワーレンジャーに影から協力した、マシン・エンパイアに贈り物と称して爆弾を送り付け、帝国の支配者たちを破壊し、どこかへと去っていった。

### パワーレンジャー・ターボ・映画版・誕生!ターボパワー
パワーレンジャーとの戦いに臨むディバトックスから電話を受け彼女と口論しているリタの横で眠っているのだが、リタは彼のいびきをディバトックスに聞かせていた。
- 日本語版では登場シーンがカットされている。

### パワーレンジャー・ターボ
ブルーコマンダーが映した映像の中に登場。ブルーコマンダーの台詞によればこの時期に宇宙征服のためにマシン・エンパイアなど、他の悪の軍勢と同盟を結んだとされる。

### パワーレンジャー・イン・スペース
ダーク・スペクターが開いたゾードンを捕らえた祝典にリタと共に出席し、乾杯の音頭を取る。善と悪の最終決戦に参加してバイカ星をリタと共に襲撃し、圧倒的な戦力によってバイカ星を守っていたゴールドレンジャーを捕らえて星を征服した後、ゾードンのエネルギーを浴びて浄化され人間となり、同じく人間となったリタとダンスに興じていた。

### パワーレンジャー・ダイノフューリー
スポリックスアーミーのリーグール（ネクロマンサーマイナソー）の手で、人間になったオリジナルとは別にリタに惚れ薬を投与される前の人格・記憶を持った複製体が復活した。

### ゲーム作品への登場
Mighty Morphin Power Rangers Fighting Edition
操作可能キャラクターの1人として登場。
Power Rangers Super Legends
人間となったゼッドが考古学者として登場。「時のクリスタル」と呼ばれる遺物を発見するが、そのクリスタルの力により、かつての姿に戻ってしまう。クリスタルの力を使って歴史の改変を目論み、最終ステージのボスとして自らのゾードに乗ってパワーレンジャーと戦う。
Power Rangers SuperMegaforce
ステージ10のボスキャラクターとして登場。

## 配役
テレビシリーズではエド・ニールがスーツアクターを担当し、ロバート・アクセルロッドが声を当てている。ニールは『パワーレンジャー・イン・スペース』にて人間体も演じている。日本語吹替は海老原英人。

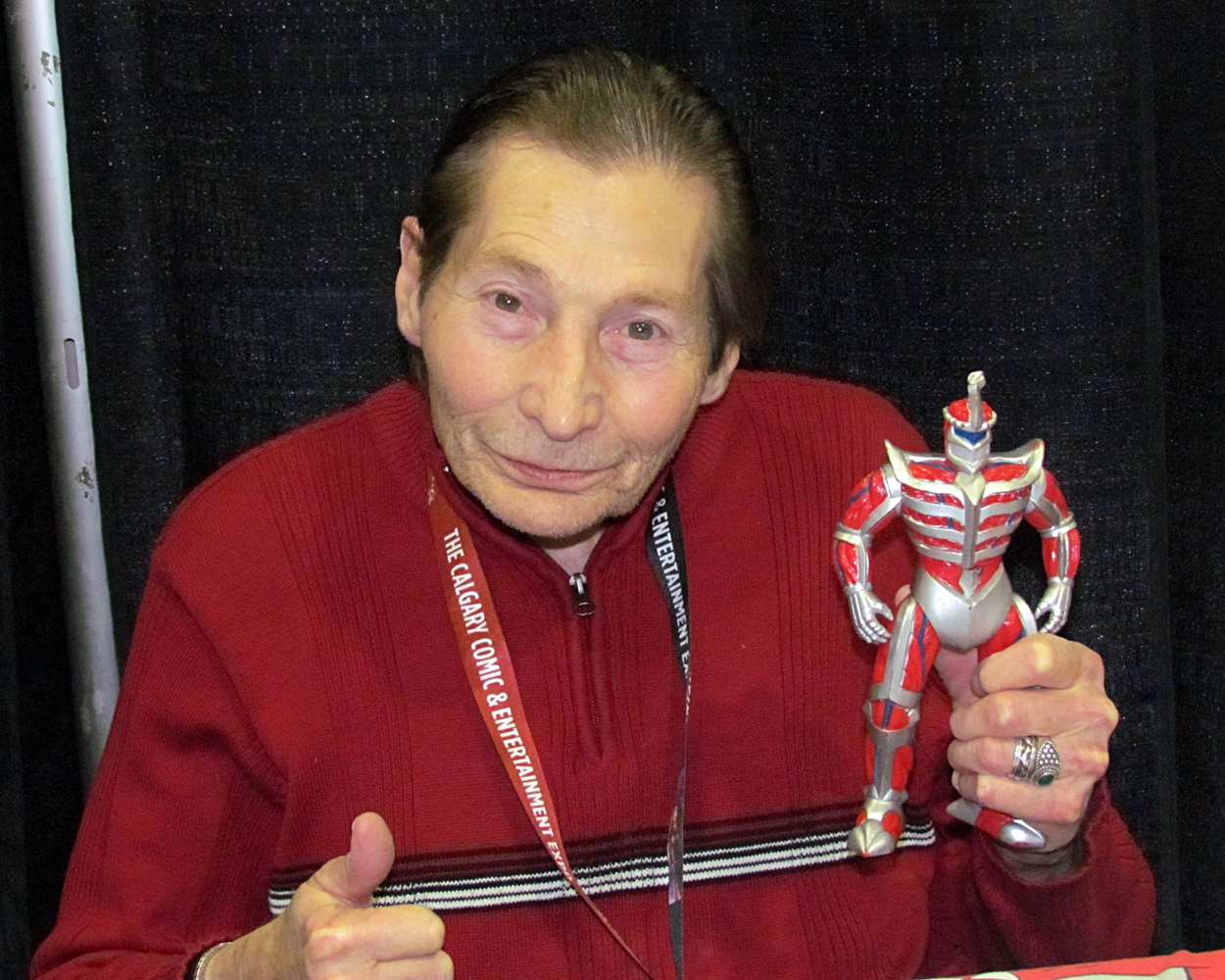
ロード・ゼッドのフィギュアを持つロバート・アクセルロッド

『パワーレンジャー・映画版』ではマーク・ギンザーがスーツアクターを担当し、声はテレビ版同様にロバート・アクセルロッド。日本語吹替は郷里大輔。
ゲーム『Power Rangers Super Legends』ではスティーヴン・ブルームが声を担当。ゲーム『Power Rangers SuperMegaforce』ではトニー・オリバーが声を担当。

## 玩具
1994年に5.5インチのアクションフィギュアがバンダイアメリカから発売。1995年にもムービーエディションとしてパッケージを変更して発売。ムービーエディションは日本でも販売された。1994年に8インチのアクションフィギュアが発売され、翌年にトーキング機能を追加したバージョンアップ版が発売されている。3.5インチの非稼動フィギュアも1994年に発売された。
2007年にスーパーレジェンズシリーズとしてアクションフィギュアが発売。2010年に『パワーレンジャー』のリマスター版が放送された際に4インチのアクションフィギュアが発売されている。